# Wereldkampioenschappen kortebaanzwemmen 1995
Rio de Janeiro trad, twee jaar na het eerste en experimentele toernooi, de Wereldkampioenschappen kortebaanzwemmen 1993 in Palma de Mallorca, op als gastheer van de tweede editie van de wereldkampioenschappen kortebaanzwemmen (25 meter). Het toernooi in de Braziliaanse badplaats had plaats van donderdag 30 november tot en met zondag 3 december 1995, en werd speciaal voor de gelegenheid gehouden in een tijdelijk bassin aan het wereldberoemde strand van de Copa Cabana. In vier dagen kwamen in totaal 70.000 toeschouwers kijken.
Het evenement, met deelname van meer dan 350 zwemmers uit 57 landen, resulteerde in vier wereldrecords, alle gezwommen door vrouwen: Claudia Poll (200 meter vrije slag), Samantha Riley (100 en 200 meter schoolslag) en Limin Liu (100 meter vlinderslag). Nederland werd vertegenwoordigd door 'slechts' twee zwemmers: Carla Geurts en Angela Postma. De rest van de KNZB-selectie gaf voorrang aan olympische kwalificatiewedstrijden, die tegelijkertijd in Auburn werden gehouden.

## Uitslagen

### Finale 100 meter vlinderslag mannen
1. Scott Miller (Australië) 52,38
2. Denis Pimankov (Rusland) 52,64
3. Michael Klim (Australië) 52,80
4. Chengji Jian (China) 52,81
5. Rafal Szukala (Polen) 53,55
6. Denislav Kalchev (Bulgarije) 53,86
7. José Meolans (Argentinië) 54,12
8. Francisco Sánchez (Venezuela) 54,27

### Finale 200 meter vlinderslag vrouwen
1. Susie O'Neill (Australië) 2.06,18
2. Limin Liu (China) 2.06,51
3. Mette Jacobsen (Denemarken) 2.11,07
4. Angela Kennedy (Australië) 2.11,44
5. Sarah Evanetz (Canada) 2.12,49
6. Misty Hyman (Verenigde Staten) 2.12,85
7. Destiny Lauren (Zweden) 2.13,05
8. Ilaria Tocchini (Italië) 2.13,35

### Finale 200 meter vrije slag mannen
1. Gustavo Borges (Brazilië) 1.45,55
2. Trent Bray (Nieuw-Zeeland) 1.46,18
3. Michael Klim (Australië) 1.46,44
4. Joeri Moechin (Rusland) 1.48,23
5. Daniel Kowalski (Australië) 1.48,71
6. Rostislav Svanidze (Oekraïne) 1.48,72
7. Cassiano Leal (Brazilië) 1.49,19
8. Mark Jollands (Zuid-Afrika) 1.49,36

### Finale 100 meter vrije slag vrouwen
1. Jingyi Le (China) 53,23
2. Na Chao (China) 54,52
3. Sandra Völker (Duitsland) 54,69
4. Shannon Shakespeare (Canada) 54,82
5. Martina Moravcová (Slowakije) 55,16
6. Leah Martindale (Barbados) 55,19
7. Karen Pickering 55,20
Franziska van Almsick (Duitsland) DSQ

### Finale 400 meter wisselslag mannen
1. Matthew Dunn (Australië) 4.08,02
2. Curtis Myden (Canada) 4.09,39
3. Marcin Malinski (Polen) 4.10,37

### Finale 400 meter wisselslag vrouwen
1. Joanne Malar (Canada) 4.36,40
2. Nancy Sweetnam (Canada) 4.37,04
3. Britta Vestergaard (Denemarken) 4.37,10

### Finale 4×100 meter wisselslag mannen
1. NIEUW-ZEELAND 3.35,69
Jonathan Winter
Paul Kent
Guy Callaghan
Trent Bray
2. AUSTRALIË 3.36,35
Adrian Radley
Robert Van der Zant
Scott Miller
Michael Klim
3. RUSLAND 3.36,88
Sergei Sudakov
Alexander Tkachev
Denis Pimankov
Joeri Moechin
X. VERENIGDE STATEN DSQ
Jason Stelle
Leif Engstrom-Heg
Joey Rossetti
Jason Rosenbaum

### Finale 4×200 meter vrije slag vrouwen
1. CANADA 7.58,25
Marianne Limpert
Shannon Shakespeare
Sarah Evanetz
Joanne Malar
2. DUITSLAND 8.01,11
Dagmar Hase
Kerstin Kielgass
Julia Jung
Franziska van Almsick
3. AUSTRALIË 8.01,86
Anna Windsor
Samantha Mackie
Nicole Stevenson
Susan O'Neill
6. VERENIGDE STATEN 8.26,18
Misty Hyman
Sarah Anderson
Kasey Harris
Courtney Shealy

### Vrijdag 1 december 1995
Finale 50 meter vrije slag vrouwen
1. Jingyi Le (China) 24,62
2. Angela Postma (Nederland) 25,10
3. Sandra Völker (Duitsland) 25,21
Finale 100 meter schoolslag mannen
1. Mark Warnecke (Duitsland) 59,89
2. Paul Kent (Nieuw-Zeeland) 1.00,14
3. Stanislav Lopuschov (Rusland) 1.00,33
Finale 200 meter schoolslag vrouwen
1. Samantha Riley (Australië) 2.20,85 (wereldrecord)
2. Svetlana Bondarenko (Oekraïne) 2.24,78
3. Alicja Peczak (Polen) 2.25,65
Finale 400 meter vrije slag mannen
1. Daniel Kowalski (Australië) 3.45,15
2. Jörg Hoffmann (Duitsland) 3.45,65
3. Malcolm Allen (Australië) 3.47,00
Finale 200 meter vrije slag vrouwen
1. Claudia Poll (Costa Rica) 1.55,42 (wereldrecord)
2. Susie O'Neill (Australië) 1.56,42
3. Martina Moravcová (Slowakije) 1.56,61
Finale 200 meter rugslag mannen
1. Rodolfo Falcon (Cuba) 1.55,16
2. Chris Renaud (Canada) 1.55,27
3. Tamas Deutsch (Hongarije) 1.56,18
Finale 100 meter rugslag vrouwen
1. Misty Hyman (Verenigde Staten) 1.00,21
2. Mette Jacobsen (Denemarken) 1.00,25
3. Barbara Bedford (Verenigde Staten) 1.00,63
4. Sandra Völker (Duitsland) 1.00,83
5. Julie Howard (Canada) 1.01,43
6. Marianne Kriel (Zuid-Afrika) 1.01,52
7. Elli Overton (Australië) 1.01,99
8. Therese Alshammar (Zweden) 1.02,12
Finale 4×200 meter vrije slag mannen
1. AUSTRALIË 7.07,97
Michael Klim
Matthew Dunn
Malcolm Allen
Daniel Kowalski
2. DUITSLAND 7.13,42
Chris-Carol Bremer
Steffen Zesner
Torsten Spanneberg
Jörg Hoffmann
3. BRAZILIË 7.13,64
Cassiano Shalk Leal
Fernando Zaez
Teofilo Ferreira
Gustavo Borges
Finale 800 meter vrije slag vrouwen
1. Sarah Hardcastle (Groot-Brittannië) 8.25,46
2. Carla Geurts (Nederland) 8.27,03
3. Ping Lio (China) 8.29,95

### Zaterdag 2 december 1995
Finale 100 meter vlinderslag vrouwen
1. Limin Liu (China) 58,68 (wereldrecord)
2. Susie O'Neill (Australië) 58,69
3. Angela Kennedy (Australië) 58,74
4. Mette Jacobsen (Denemarken) 59,48
5. Misty Hyman 59,71
6. Johanna Sjöberg (Zweden) 59,89
7. Svetlana Leshukova (Rusland) 1.00,63
8. Martina Moravcová (Slowakije) 1.00,72
Finale 200 meter vlinderslag mannen
1. Scott Goodman (Australië) 1.54,79
2. Scott Miller (Australië) 1.56,36
3. Chris-Carol Bremer (Duitsland) 1.57,30
4. Konrad Galka (Polen) 1.57,70
5. David Abrard (Frankrijk) 1.58,70
6. Nelson Mora (Venezuela) 1.59,03
7. Aleksandar Malenko (Macedonië) 1.59,51
8. Guy Callaghan (Nieuw-Zeeland) 1.59,64
Finale 400 meter vrije slag vrouwen
1. Claudia Poll (Costa Rica) 4.05,18
2. Carla Geurts (Nederland) 4.06,20
3. Sarah Hardcastle (Groot-Brittannië) 4.07,20
4. Kerstin Kielgass (Duitsland) 4.09,42
5. Malin Nilssin (Zweden) 4.09,53
6. Joanne Malar (Canada) 4.11,54
7. Julia Jung (Duitsland) 4.12,04
8. Hana Netrefova (Tsjechië) 4.12,29
Finale 100 meter vrije slag mannen
1. Fernando Scherer (Brazilië) 47,97
2. Gustavo Borges (Brazilië) 48,00
3. Francisco Sánchez (Venezuela) 48,46
4. Trent Bray (Nieuw-Zeeland) 48,84
5. Rostislav Svanidze (Oekraïne) 49,25
6. Nicolae Ivan (Roemenië) 49,26
7. Sion Brinn (Groot-Brittannië) 49,41
8. Joeri Moechin (Rusland) 49,60
Finale 100 meter schoolslag vrouwen
1. Samantha Riley (Australië) 1.05,70 (wereldrecord)
2. Svetlana Bondarenko (Oekraïne) 1.07,78
3. Linley Frame (Australië) 1.08,61
4. Lisa Flood (Canada) 1.08,89
5. Alicja Peczak (Polen) 1.08,96
6. Maria Östling (Zweden) 1.09,02
7. Guylaine Cloutier (Canada) 1.09,29
8. Elena Makarova (Rusland) 1.09,34
Finale 200 meter schoolslag mannen
1. Yiwu Wang (China) 2.11,11
2. Ryan Mitchell (Australië) 2.11,46
3. Jean Rey (Frankrijk) 2.11,92
4= Yunyu Shang (China) 2.12,08
4= Alexander Tkachev (Kirgizië) 2.12,08
6. Stanislav Lopukhov (Rusland) 2.12,13
7. Junya Suzuki (Japan) 2.13,47
8. Leif Engstrom-Heg (VS) 2.13,59
Finale 4×100 meter vrije slag vrouwen
1. CHINA 3.37,00
Na Chao
Ying Shan
Xue Han
Jingyi Le
2. AUSTRALIË 3.38,72
Melanie Dodd
Sarah Ryan
Anna Windsor
Susan O’Neill
3. ZWEDEN 3.40,66
Johanna Sjöberg
Louise Karlsson
Linda Olofsson
Louise Johncke
5. DUITSLAND 3.44,24
Franziska van Almsick
Kerstin Kielgass
Dagmar Hase
Sandra Völker
7. VERENIGDE STATEN 3.49,41
Misty Hyman
Courtney Shealy
Kasey Harris
Barbara Bedford

### Zondag 3 december 1995
Finale 50 meter vrije slag mannen
1. Francisco Sánchez (Venezuela) 21,80
2. Fernando Scherer (Brazilië) 22,08
3. Changji Jiang (China) 22,17
Finale 200 meter wisselslag vrouwen
1. Elli Overton (Australië) 2.11,67
2. Martina Moravcová (Slowakije) 2.11,91
3. Louise Karlsson (Zweden) 2.12,38
Finale 200 meter wisselslag mannen
1. Matthew Dunn (Australië) 1.56,86
2. Curtis Myden (Canada) 1.58,56
3. Marcin Malinski (Polen) 1.58,61
Finale 200 meter rugslag vrouwen
1. Mette Jacobsen (Denemarken) 2.08,18
2. Dagmar Hase (Duitsland) 2.09,00
3. Leigh Habler (Australië) 2.09,33
4. Barbara Bedford (Verenigde Staten) 2.09,62
Finale 100 meter rugslag vrouwen
1. Rodolfo Falcon (Cuba) 53,12
2. Neil Willey (Groot-Brittannië) 53,22
3. Jirka Letzin (Duitsland) 53,65
Finale 4×100 meter wisselslag vrouwen
1. AUSTRALIË 4.00,46
Elli Overton
Samantha Riley
Angela Kennedy
Susie O'Neill
2. CANADA 4.03,89
Julie Howard
Lisa Flood
Jessica Amey
Shannon Shakespeare
3. VERENIGDE STATEN 4.04,34
Barbara Bedford
Kelli King-Bednar
Misty Hyman
Courtney Shealy
Finale 4×100 meter vrije slag mannen
1. BRAZILIË 3.12,42
Fernando Scherer
Alexandre Massura
André Cordeiro
Gustavo Borges
2. AUSTRALIË 3.17,27
Hawke Vrett
Michael Klim
Richard Upton
Matthew Dunn
3. ROEMENIË 3.17,40
Ivan Nicolae
Petcu Razvan
Alexandru Ioanavici
Nicolae Butacu
6. VERENIGDE STATEN 3.20,99
Dan Kanner
Jason Rosenbaum
Todd Pace
Jason Stelle
Finale 1500 meter vrije slag mannen
1. Daniel Kowalski (Australië) 14.48,51
2. Ian Wilson (Groot-Brittannië) 14.49,72
3. Jörg Hoffmann (Duitsland) 15.05,36
4. Luiz Lima (Brazilië) 15.08,08
5. Malcolm Allen (Australië) 15.08,11
6. Ricardo Monasterio (Venezuela) 15.13,18
7. Piotr Albinski (Polen) 15.18,75
8. Alexandre Angelotti (Brazilië) 15.19,03

## Medailleklassement
| Plaats | Land                | Goud | Zilver | Brons | Totaal |
| 1      | Australië           | 12   | 7      | 7     | 26     |
| 2      | China               | 5    | 2      | 2     | 9      |
| 3      | Brazilië            | 3    | 2      | 1     | 6      |
| 4      | Canada              | 2    | 5      | 0     | 7      |
| 5      | Costa Rica          | 2    | 0      | 0     | 2      |
| 5      | Cuba                | 2    | 0      | 0     | 2      |
| 7      | Duitsland           | 1    | 4      | 5     | 10     |
| 8      | Verenigd Koninkrijk | 1    | 2      | 1     | 4      |
| 9      | Nieuw-Zeeland       | 1    | 2      | 0     | 3      |
| 10     | Denemarken          | 1    | 1      | 2     | 4      |
| 11     | Verenigde Staten    | 1    | 0      | 2     | 3      |
| 12     | Venezuela           | 1    | 0      | 1     | 2      |
| 13     | Nederland           | 0    | 3      | 0     | 3      |
| 14     | Oekraïne            | 0    | 2      | 0     | 2      |
| 15     | Rusland             | 0    | 1      | 2     | 3      |
| 16     | Slowakije           | 0    | 1      | 1     | 2      |
| 17     | Polen               | 0    | 0      | 2     | 2      |
| 17     | Zweden              | 0    | 0      | 2     | 2      |
| 19     | Frankrijk           | 0    | 0      | 1     | 1      |
| 19     | Hongarije           | 0    | 0      | 1     | 1      |
| 19     | Roemenië            | 0    | 0      | 1     | 1      |
| TOTAAL | TOTAAL              | 32   | 32     | 32    | 96     |

Langebaan (50 meter):

mannen · vrouwen

Belgrado 1973 · 
Cali 1975 · 
West-Berlijn 1978 · 
Guayaquil 1982 · 
Madrid 1986 · 
Perth 1991 · 
Rome 1994 · 
Perth 1998 · 
Fukuoka 2001 · 
Barcelona 2003 · 
Montréal 2005 · 
Melbourne 2007 · 
Rome 2009 · 
Shanghai 2011 · 
Barcelona 2013 · 
Kazan 2015 · 
Boedapest 2017 ·
Gwangju 2019 · 
Boedapest 2022 · 
Fukuoka 2023 · 
Doha 2024 · 
Singapore 2025

Kortebaan (25 meter): 

Palma de Mallorca 1993 · 
Rio de Janeiro 1995 · 
Gotenburg 1997 · 
Hongkong 1999 · 
Athene 2000 · 
Moskou 2002 · 
Indianapolis 2004 · 
Shanghai 2006 · 
Manchester 2008 · 
Dubai 2010 · 
Istanboel 2012 · 
Doha 2014 · 
Windsor 2016 · 
Hangzhou 2018 · 
Abu Dhabi 2021 · 
Melbourne 2022 · 
Boedapest 2024